# 2004 XY186
2004 XY186, também escrito como 2004 XY186, é um objeto transnetuniano que está localizado no Cinturão de Kuiper, uma região do Sistema Solar. Este corpo celeste é classificado como um provável plutino, pois, o mesmo está em uma ressonância orbital de 2:3 com o planeta Netuno. Ele possui uma magnitude absoluta de 9,8 e tem um diâmetro estimado com 48 km.

## Descoberta
2004 XY186 foi descoberto no dia 12 de dezembro de 2004 pelos astrônomos S. S. Sheppard e D. C. Jewitt.

## Órbita
A órbita de 2004 XY186 tem uma excentricidade de 0,136 e possui um semieixo maior de 39,473 UA. O seu periélio leva o mesmo a uma distância de 34,103 UA em relação ao Sol e seu afélio a 44,842 UA.